# Floristik (Wissenschaft)
Die Floristik, auch Floristische Geobotanik, ist die Wissenschaft von der Pflanzenwelt eines Gebiets.

## Inhalte floristischer Forschung

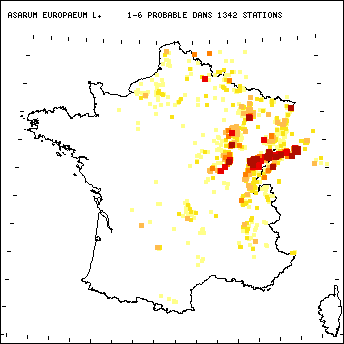
Verbreitungskarte der Haselwurz in Frankreich als Beispiel

Schwerpunkte floristischer Forschung sind:
- Die vollständige Erfassung des Florenbestandes in einem bestimmten Gebiet und deren Dokumentation. Die Zusammenstellung der aufgefundenen Pflanzenarten wird als Flora bezeichnet. Dabei werden zu jeder Art nähere Angaben zum Fundort (die Örtlichkeit, wo eine Pflanze gefunden wurde), zum Standort (den ökologischen Gegebenheiten an der Fundstelle) sowie morphologische Angaben gemacht. Aus den Angaben zum Standort kann man Rückschlüsse auf die Ansprüche der Art, also ihre Ökologie machen.

So zeigt etwa die Verbreitungskarte der Haselwurz in Frankreich, in der die gehäuften Vorkommen mit dunkleren Farben gekennzeichnet sind, einen deutlichen Schwerpunkt im Osten und zwar im Jura, wo die Fundnachweise bis in die Schweiz dargestellt werden. Weiter kommt sie in größerer Häufigkeit in der Champagne vor, sowie im Elsass, während die Art in den dazwischen liegenden Vogesen, die vor allem aus kristallinem Urgestein bzw. Buntsandstein aufgebaut sind -Ausgangsmaterialien, auf denen sich saure Böden bilden- auffällig fehlen. Die Haselwurz kommt nach Oberdorfer auf „meist kalkhaltigen“ Böden vor und hat einen Verbreitungsschwerpunkt in den „östlichen Laubwäldern“ Europas bzw. Eurasiens, was sich am Vorkommen am Westrand ihres Gesamt-Verbreitungsgebiets widerspiegelt.
- Die Ansprache schwieriger Arten und die Abgrenzung kritischer Kleinarten. Die Beschreibung einer Sippe erfolgt dabei zunächst aufgrund morphologischer Merkmale. Weitere Unterscheidungen können z. B. biochemischer Art sein. In manchen Fällen unterscheiden sich kritische Kleinarten auch hinsichtlich ihrer ökologischen Ansprüche untereinander. Man spricht dann von Ökotypen einer Art.

Die geografische Verbreitung einer Art wird unter anderem in Punkt-Rasterkarten dargestellt, in denen vermerkt wird, ob eine Art beispielsweise auf einem bestimmten Messtischblatt der Topographischen Karte 1:25.000 vorkommt. Zur feineren Abstufung kann auch das Vorkommen in einem bestimmten Quadranten eines Messtischblattes erfasst werden. Diese Arbeiten leiten von der Floristik zur Arealkunde über.
Die Floristik ist innerhalb der Geobotanik eine unentbehrliche Voraussetzung für vegetationskundliche Forschung. Zusammen mit der Faunistik, ihrem Gegenstück auf dem Gebiet der Zoologie, ist sie auch eine der wichtigsten Grundlagen der Biozönologie und Biodiversitätsforschung. In jüngster Vergangenheit hat die Floristik eine besondere Bedeutung für den Umwelt- und Naturschutz bekommen, da sie (mit der Faunistik) die Grundlage für das Biomonitoring bildet. Mit modernen statistischen Methoden können Umweltveränderungen vielfach aufgrund der Veränderung der Artenzusammensetzung festgestellt werden. Beispielhaft hierfür sind Flechten, die als Zeigerorganismen für bestimmte Umweltbedingungen, insbesondere die Luftqualität herangezogen werden. Moose werden als Bioindikatoren für die Wasserqualität, für den Luftstickstoff oder für Klimaänderungen verwendet.

## Adventivfloristik
Bei den Gefäßpflanzen ist die Neophytenforschung ein aktuelles Gebiet, für das die Floristik eine wesentliche Grundlage bildet.

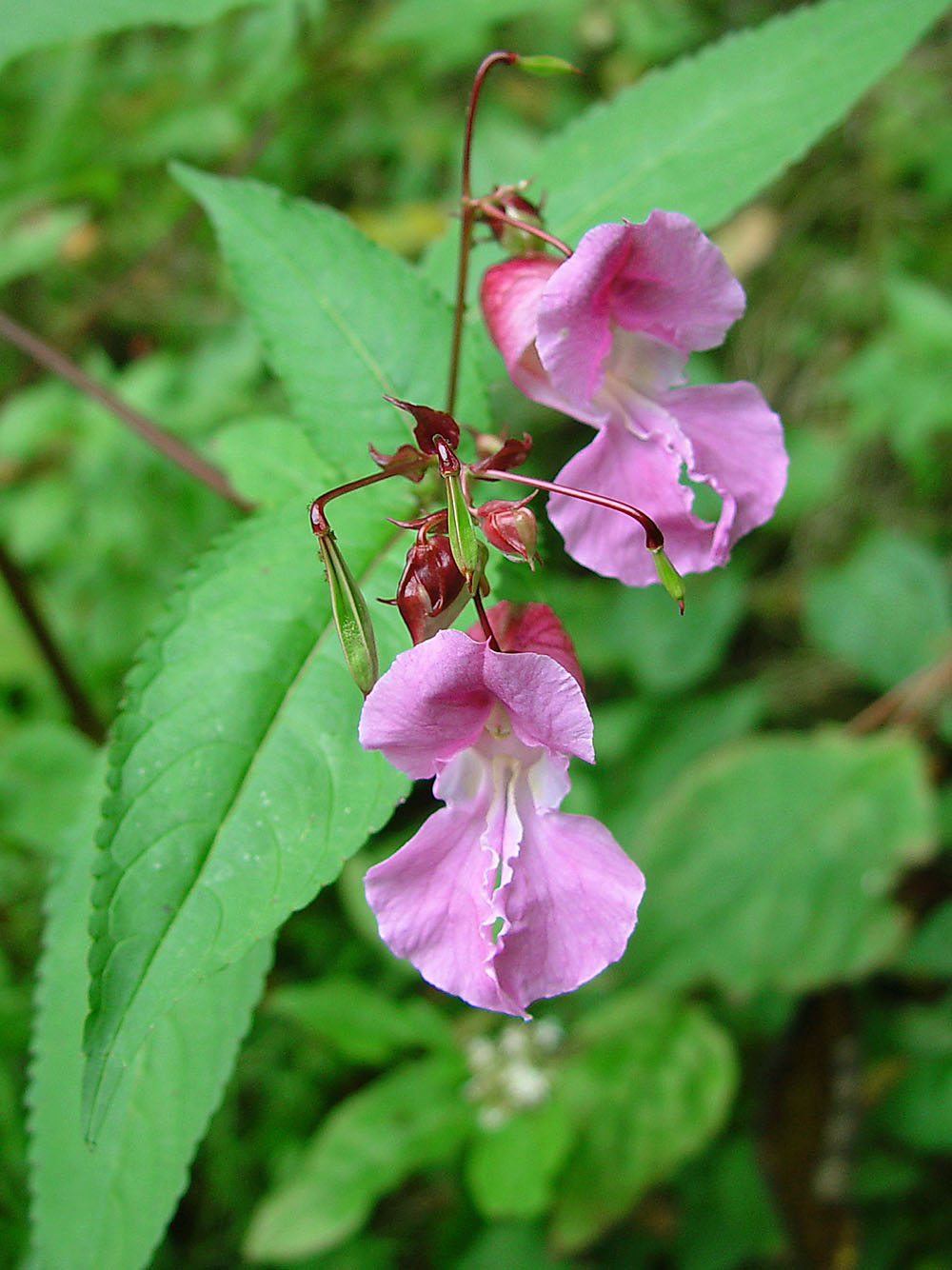
Das Drüsige Springkraut zählt zu den Neophyten und ist damit Forschungsobjekt der Adventivfloristik

Als Adventivfloristik bezeichnet man den spezifischen Teil der Botanik, der sich mit floristischen Aspekten von Adventivpflanzen und Neophyten befasst.
Die Adventivfloristik begann in der Mitte des 19. Jahrhunderts mit der gezielten Erfassung von bislang unbekannten Arten von Pflanzen, die auffallend häufig an Verkehrs- und Handelsplätzen sowie in der Nähe von Wollkämmereien oder Schuttplätzen auftraten. In einer zweiten Phase, die unter anderem von dem Schweizer Botaniker Augustin Pyramus de Candolle geprägt war, wurden diese Arten systematisiert. Um die Wende ins 20. Jahrhundert prägte der Schweizer Botaniker Albert Thellung entscheidend diesen Zweig der Botanik. Er befasste sich detailliert mit der Rolle des Menschen bei der Einführung und Verbreitung nichteinheimischer Pflanzen (sogenannte Hemerochorie) im Gebiet von Montpellier.
Nach dem Ende des Zweiten Weltkriegs kam es in den kriegszerstörten Städten Mitteleuropas zu einer Massenausbreitung nichteinheimischer Arten. In ihrer Folge befasste sich der Botaniker Charles Sutherland Elton mit der Auswirkung biologischer Invasionen und veröffentlichte 1958 in seinem Werk „Ecology of Invasions of Animals and Plants“. Seit der Mitte der 1980er Jahre ist die Anzahl der Veröffentlichungen zu diesem Fachgebiet, das – wenn es auch andere Organismen wie Pilze und Tiere mit einbezieht – als Invasionsbiologie bezeichnet wird, stark angestiegen.

## Ursprung der Bezeichnung
Ein Botaniker, der sich der Floristik widmet, wird als Florist bezeichnet. Die Bezeichnung floristae gebrauchte schon Carl von Linné 1725 für seine Zeitgenossen, die Floren geschrieben haben und sich mit der räumlichen Erfassung von Pflanzen beschäftigten. Eine der ersten Floren in diesem Sinne war die Sylva hercynia, die 1577 verfasste Flora des Harzes von Johannes Thal, die sich von allen bis dahin geschriebenen Kräuterbüchern darin unterschied, dass sie sich nicht auf die arzneilich wirksamen Pflanzen beschränkte, sondern versuchte, alle vorkommenden Pflanzen zu erfassen und zu beschreiben. Johannes Thal gilt deshalb als „Vater der Floristik“. Früher wie heute sind Floristen neben den relativ wenigen Fachbotanikern vielfach sehr kenntnisreiche Amateurbotaniker, darunter Lehrer, Apotheker, Pfarrer, aber auch Menschen mit Berufen weitab von den Naturwissenschaften.
Seit etwa 1965 wird die Bezeichnung Florist noch in einem anderen Sinne verwendet, nämlich als Berufsbezeichnung für Blumenhändler und Blumenbinder. So definiert der Duden von 1967 Florist als „Erforscher der Flora“. Ab der 17. Auflage 1973 wird zusätzlich „Blumenbinder“ angegeben. Im Englischen wird dagegen zwischen "floristics", der wissenschaftlichen Floristik und "floristry", dem Handwerk, unterschieden.